# Alexandre Lippmann
Alexandre Lippmann (n. 11 iunie 1881, Paris, Île-de-France, Franța – d. 23 februarie 1960, Paris, Île-de-France, Franța) a fost un scrimer francez, medaliat olimpic. A participat la 3 ediții ale Jocurilor Olimpice (1908, 1920, 1924) în care a câștigat două medalii de aur, două medalii de argint și o medalie de bronz.